# Линчук, Александр Титович
Александр Титович Линчук (1925—2011) — старший сержант Советской Армии, участник Великой Отечественной войны, Герой Советского Союза (1944).

## Биография
Александр Линчук родился 22 апреля 1925 года в селе Россошки (ныне — Уманский район Черкасской области Украины). После окончания семи классов школы работал прокатчиком на Гурьевском металлургическом заводе в Кемеровской области. В 1943 году Линчук был призван на службу в Рабоче-крестьянскую Красную Армию. С сентября того же года — на фронтах Великой Отечественной войны.
К сентябрю 1943 года гвардии красноармеец Александр Линчук был стрелком 221-го гвардейского стрелкового полка 77-й гвардейской стрелковой дивизии 61-й армии Центрального фронта. Отличился во время битвы за Днепр. Несмотря на массированный вражеский обстрел, Линчук успешно переправился через Днепр в районе села Любеч Черниговской области Украинской ССР и принял активное участие в боях за захват и удержание плацдарма. 1 октября 1943 года в районе деревни Усохи Брагинского района Гомельской области Белорусской ССР Линчук спас попавший в окружение пулемётный расчёт и принял активное участие в отражении немецкой контратаки, лично уничтожив около 20 солдат и офицеров противника.
Указом Президиума Верховного Совета СССР «О присвоении звания Героя Советского Союза генералам, офицерскому, сержантскому и рядовому составу Красной Армии» от 15 января 1944 года за «образцовое выполнение боевых заданий командования по форсированию реки Днепр и проявленные при этом мужество и героизм» гвардии красноармеец Александр Линчук был удостоен высокого звания Героя Советского Союза с вручением ордена Ленина и медали «Золотая Звезда» за номером 7311.
В 1946 году в звании старшего сержанта Линчук был демобилизован. Проживал в Христиновке, работал машинистом в депо. Скончался 31 августа 2011 года.
Был также награждён орденом Отечественной войны 1-й степени и рядом медалей.
Кавалер ордена «За заслуги» ІІІ степени (1998).